# Birmingham Triennial Musical Festival
(Antonín Dvořák, 1891)
Il Birmingham Triennial Musical Festival, a Birmingham, Inghilterra, fondato nel 1784, è stato il festival di musica classica più longevo nel suo genere. L'ultima volta ebbe luogo nel 1912.

## Storia
Il primo festival di musica, nel corso di tre giorni nel settembre del 1768, fu per contribuire a raccogliere fondi per completare il nuovo ospedale generale a Summer Lane. Si rivelò molto popolare e di successo, ma nel 1778 fu necessaria un'altra manifestazione per ottenere i fondi necessari. L'ospedale fu aperto nel settembre 1779.
Dal settembre 1784 le esibizioni divennero una caratteristica permanente e si tenevano ogni tre anni, diventando il Birmingham Triennial Musical Festival, sempre con l'obiettivo di raccogliere fondi per l'ospedale.
Originariamente ospitati nella St. Philip's Church (che in seguito divenne la Cattedrale) o nel Theatre Royale di New Street, i locali disponibili divennero troppo piccoli per il festival. Di conseguenza il Municipio di Birmingham fu costruito e aperto nel 1834 per ospitarlo. Il festival del 1832 fu ritardato di due anni durante la sua erezione.
Le opere vocali erano generalmente cantate in inglese.
Hans Richter fu nominato direttore principale nel 1885.

## Mendelssohn
Nel 1837 Felix Mendelssohn diresse un'esibizione del suo oratorio St. Paul, suonò l'organo e suonò la parte di pianoforte nella prima del suo Concerto per pianoforte n. 2, appositamente commissionato dal Festival. Apparve nel festival successivo, suonando il suo Concerto per pianoforte n. 1.
Per il festival del 1846 compose e diresse la prima del suo oratorio Elia, un'altra nuova opera commissionata dal Festival. Fu pagato 200 ghinee. Elia fu eseguito ad ogni festival successivo. Mendelssohn morì un anno dopo.

## Commissioni
Nel 1873 il Festival incaricò Arthur Sullivan che compose il suo oratorio The Light of the World.
Il Festival del 1879 commissionò un'opera a Max Bruch, Das Lied von der Glocke.
Nel 1882 Charles Gounod fu incaricato e compose Redemption, che fu eseguita due volte.
Nel 1885 Antonín Dvořák creò The Spectre's Bride e Gounod produsse Mors et Vita.
Nel 1891 la commissione di Dvořák portò al Festival il suo Requiem per 650 £.
Il 1900 vide l'incarico de Il sogno di Geronte di Edward Elgar. Il maestro del coro, Charles Swinnerton Heap, era morto improvvisamente quattro mesi prima della data prevista per il concerto e con dieci opere da gestire e una sola copia della partitura, le prove iniziarono solo pochi giorni prima della data dell'esibizione. Non fu eseguito bene, ma venne molto applaudito e ben recensito come composizione. Ritornò nel 1903 con The Apostles e nel 1906 con The Kingdom. Il suo incarico del 1912 portò The Music Makers, che incorporava temi tratti da Enigma Variations, Gerontius, il suo Concerto per violino e The Apostles. Il direttore principale del 1912 fu Henry Wood.

## La fine
I festival del 1909 e del 1912 subirono delle perdite, senza alcuna donazione per l'Ospedale Generale. La prima guerra mondiale segnò la fine dei festival triennali.